# 1 noche

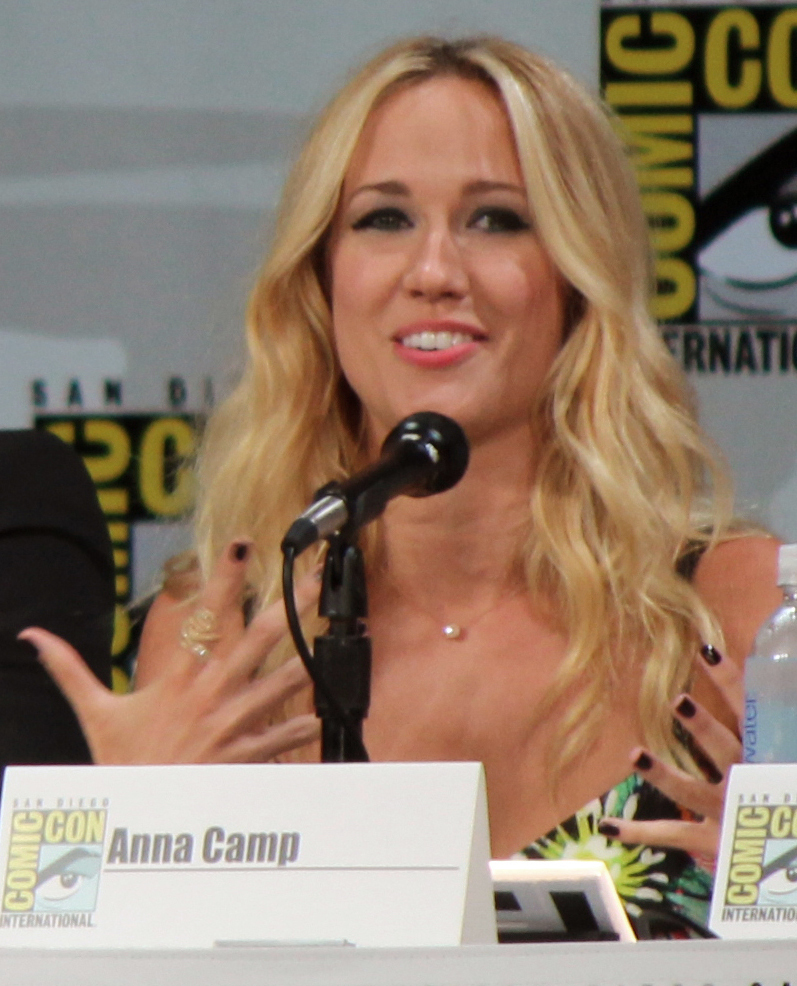
Anna Camp, protagonista de One Night.

1 Noche (título original 1 night o One night) es una película de drama romántica estadounidense publicada en el 2016, escrita y dirigida por Minhal Baig. Está protagonizada por Anna Camp, Justin Chatwin, Isabelle Fuhrman and Kyle Allen. Tiene una duración de 80 minutos y solo está disponible en su idioma original, inglés.

## Premisa
Bea se reencuentra con su amigo introvertido, Andy. Los dos superan sus diferencias de estatus social una noche después del baile de graduación de la escuela secundaria. Elizabeth debe decidir si salvar su relación con Drew después de muchas decepciones personales. El pasado y el presente chocan cuando dos parejas exploran el amor en el transcurso de una noche en un hotel.

## Casting
- Anna Camp como Elizabeth
- Justin Chatwin como Drew
- Isabelle Fuhrman como Bea
- Kyle Allen como Andy
- Roshon Fegan como Henry
- Kelli Berglund como Rachel
- Evan Hofer como Dave
- Alexander Roberts como Waiter

## Producción
La película fue grabada en Los Ángeles durante unos 16 días. Se comenzó el rodaje el 25 de septiembre de 2014 y se terminó el 11 de octubre de 2014.

## Estreno
La película se estrenó el 14 de octubre de 2016 en el Austin Film Festival. Los distribuidores independientes lanzaron la película en algunos teatros directamente para vídeo el 10 de febrero de 2017 en EE. UU. y Canadá.

## Crítica
La mayor parte de los comentarios críticos que recibió fueron negativos. En Rotten Tomatoes fue clasificada con un 20 %, basándose en 5 críticas, con una puntuación media de 4.2/10. John DeFore de The Hollywood Reporter dio una opinión negativa declarando: "El debut en la dirección/escritura de Minhal Baig consigue actores experimentados, pero tiene poca idea de que hacer con ellos". Sin embargo, otras opiniones describen esta película como "una pequeña joya oculta del cine romántico".